# Octomeles sumatrana
Octomeles sumatrana ist ein Baum in der Familie der Tetramelaceae aus Südostasien, es ist die einzige Art der Gattung Octomeles. Das Verbreitungsgebiet liegt in Borneo, Sumatra, Sulawesi, auf den Philippinen und Molukken sowie in Neuguinea bis zu den Salomon-Inseln. Die Art wurde in Westafrika zur Holzgewinnung eingeführt.

## Beschreibung
Octomeles sumatrana wächst als sehr großer, immergrüner Baum über 60 Meter hoch. Der Stammdurchmesser erreicht 2,5–4 Meter. Es werden meterhohe und -breite Brettwurzeln gebildet. Die relativ glatte Borke ist etwas rissig oder schuppig, oft rau und fein pustelig sowie grau bis grau-braun.
Die einfachen, langstielten und kahlen, ledrigen Laubblätter sind schraubig angeordnet. Der rippige Blattstiel ist 6–30 Zentimeter lang. Die Blätter sind relativ dünn und eiförmig bis rundlich sowie ganzrandig, mit oft herzförmiger Basis. Sie sind spitz oder bespitzt und 15–30 Zentimeter groß. Die Nervatur ist handförmig und oberseits eingeprägt, an den Adern können unterseits einige drüsige Domatien vorkommen. Die Nebenblätter fehlen. Die Blätter an jungen Pflanzen sind einiges größer und manchmal grob gezähnt.
Octomeles sumatrana ist zweihäusig diözisch. Es werden achselständige und hängende, lange Ähren mit rippiger, etwas schuppiger Rhachis gebildet. Die fünf- bis achtzähligen, grünen Blüten mit einfacher oder doppelter Blütenhülle sind eingeschlechtlich und sitzend, die Kronblätter in den weiblichen Blüten fehlen. Der schuppige Kelch ist becherförmig, mit kurzen, dreieckigen Zipfeln. Die alternierenden, etwa dreieckigen Petalen der männlichen Blüten sind kurz, mit einem priemlichen, eingebogenen Anhängsel. In den männlichen Blüten ist ein becherförmiger, schuppiger Blütenbecher ausgebildet und die relativ kurzen Staubblätter mit dicklichen Staubfäden sind am Kelch angeheftet. Der einkammerige Fruchtknoten der weiblichen Blüten ist unterständig, aber frei in einem zylindrischen, rippigen und schuppigen Blütenbecher, die 5–8 kurzen Griffel mit abgeflachten, kopfigen Narben sind mit dem Kelch bei den Zipfeln verwachsen und nur oben frei.
Es werden 1,2 Zentimeter lange, bräunliche, fass- oder verkehrt-eiförmige und vielsamige, holzige Kapselfrüchte (Endokarp) gebildet, die sich von der Spitze her mit mehreren Klappen teilen/öffnen. Der Blütenbecher (Exokarp) und der Kelch werden abgeworfen. Die hunderten Samen sind spindelförmig und etwa bis 0,8–1 Millimeter lang. Die Tausendkornmasse beträgt nur 0,05 Gramm.

## Taxonomie
Die Erstbeschreibung erfolgte 1860 (Publ. 1861) durch Friedrich Anton Wilhelm Miquel in Flora van Nederlandsch Indie, Eerste Bijvoegsel, Suppl. 1, 336. Ein Synonym ist Octomeles moluccana Warb.

## Verwendung
Aus der Rinde kann ein Farbstoff erhalten werden. Junge Blätter können als Gemüse gegessen werden.
Das relativ leichte und weiche, helle, nicht sehr beständige Holz ist bekannt als Erima, Ilimo, Benuang oder Binuang.